# Augustus FitzRoy (3. książę Grafton)
Augustus Henry FitzRoy (ur. 28 września 1735, zm. 14 marca 1811 w Euston Hall w Suffolk) – brytyjski arystokrata i polityk, premier Wielkiej Brytanii, najstarszy syn lorda Augustusa FitzRoya (młodszego syna 2. księcia Grafton) i Elizabeth Cosby, córki pułkownika Williama Cosby’ego, gubernatora Nowego Jorku. W prostej linii był potomkiem króla Karola II.

## Kariera polityczna
W wieku 12 lat przejął po śmierci swojego stryja George’a tytuł grzecznościowy hrabiego Euston, przysługujący dziedzicowi tytułu księcia Grafton (tytuł książęcy przejął po śmierci swojego dziadka w 1757 r., wraz z miejscem w Izbie Lordów, wcześniej zasiadając od 1756 r. w Izbie Gmin z okręgu Bury St Edmunds). Kształcił się w Westminster School i w Peterhouse na Uniwersytecie Cambridge.
Grafton szybko znalazł się w opozycji do faworyta króla Jerzego III, lorda Bute, który przez pewien czas sprawował urząd premiera. Do jego upadku przyczynił się właśnie Grafton, który sprzymierzył się z księciem Newcastle. Pomimo udziału w upadku jego faworyta, król Jerzy uczynił Graftona w 1765 r. członkiem Tajnej Rady. Augustus wszedł tam w porozumienie z Williamem Pittem Starszym.
W tym samym roku został ministrem północnego departamentu w rządzie lorda Rockinghama. Po upadku tego rządu, w gabinecie Chathama, Grafton pełnił w latach 1766–1770 funkcję pierwszego lorda skarbu i przewodniczącego Izby Lordów. Choroba Chathama uczyniła Graftona zimą 1767 na 1768 r. głównym kandydatem na stanowisko premiera, które uzyskał w październiku 1768 r. Na stanowisku tym utrzymał się tylko przez 2 lata, stopniowo tracąc poparcie, do czego przyczyniły się w dużej mierze listy tajemniczego „Juniusa” (tożsamość ich autora jest wciąż przedmiotem ożywionych dyskusji, jako potencjalnych „Juniusów” wymienia się m.in. lorda Chatham, Horace’a Walpole’a i dra Samuela Johnsona), które oskarżały premiera m.in. o korupcję i zmusiły go do ustąpienia z urzędu w styczniu 1770 r.
W następnych latach Grafton nie był czynnym uczestnikiem życia politycznego Wielkiej Brytanii, aczkolwiek sprawował jeszcze ministerialne urzędy. Był m.in. dwukrotnie Lordem Tajnej Pieczęci (1771-1775 i 1782-1783). W późniejszych latach był prominentnym unitarianinem.
Książę Grafton był ponadto kawalerem Orderu Podwiązki od 1769 r., kanclerzem Uniwersytetu Cambridge od 1768 r. oraz Lordem Namiestnikiem Suffolk w latach 1757–1763 i 1767-1790.

## Życie prywatne
29 stycznia 1756 r. w Londynie poślubił Anne Liddell (1738 – 24 lutego 1804), córkę sir Henry’ego Liddella, barona Ravensworth, i Anne Delmé, córkę sir Petera Delmé. Augustus i Anne mieli razem dwóch synów i córkę:
- George Henry FitzRoy (14 stycznia 1760 – 28 września 1844), 4. książę Grafton
- generał Charles FitzRoy (14 lipca 1764 – 20 grudnia 1829), ożenił się z Frances Mundy i lady Frances Anne Stewart, miał dzieci (m.in. Charlesa Augustusa i Roberta)
- Georgiana FitzRoy (1768 – 18 stycznia 1799), poślubiła Johna Smytha i miała dzieci

23 marca 1769 r. małżeństwo Augustusa i Anne zostało unieważnione. 24 czerwca tego samego roku w Woburn Abbey (Bedfordshire) poślubił Elisabeth Wrottesley (1 listopada 1745 – 25 maja 1822), córkę sir Richarda Wrottesleya, 7. baroneta. Augustus i Elisabeth mieli razem dwóch synów i cztery córki:
- Elisabeth FitzRoy (zm. 30 marca 1839), poślubiła generała-porucznika Williama FitzRoya, nie miała dzieci
- Augusta FitzRoy (zm. 29 czerwca 1839), poślubiła G.F. Tavela, miała dzieci
- Henry FitzRoy (9 kwietnia 1770 – 7 czerwca 1828), poślubił Caroline Pigot, miał dzieci
- Frances FitzRoy (1 czerwca 1780 – 7 stycznia 1866), żona Francisa Spencera, 1. barona Churchill, miała dzieci
- admirał William FitzRoy (1 czerwca 1782 – 13 maja 1857), ożenił się z Georgianą Raikes i miał dzieci
- Isabella FitzRoy (1797 – 10 grudnia 1866), żona Barringtona Pope’a Blachforda, nie miała dzieci